# Ahmad ibn 'Ali Al Thani
Ahmad bin 'Ali Al-Thani (Doha, 1917 - Londen, 25 november 1977) was emir van Qatar gedurende de laatste jaren (1971-1972) voordat dit een onafhankelijk emiraat werd. Hij werd geboren bij Doha als tweede zoon van sjeik Ali bin 'Abdu'llah Al-Thani die ook zijn voorganger was. Alhoewel hij zijn vaders tweede zoon was lukte het hem toch op 24 oktober 1960 na het aftreden van zijn vader de troon te bestijgen. In 1953 toen hij nog prins was, woonde hij de kroning van Koningin Elizabeth II bij in Westminster Abbey.
Op 22 februari 1972 werd hij afgezet ten gunste van zijn neef. Hij leefde daarna in ballingschap en stierf in 1977.